# Gustav Müller (Beamter)
Gustav Müller (* 19. Februar 1866 in Wasseralfingen; † 22. Januar 1929 in Hamburg) war ein deutscher Beamter und Staatssekretär.

## Leben
Gustav Müller besuchte die Lateinschule in Wasseralfingen und anschließend das Gymnasium in Hall. Er studierte von 1885 bis 1888 Finanzwissenschaft in Tübingen. Seit 1885/86 war er Mitglied der musischen Studentenverbindung AMV Stochdorphia Tübingen im SV. Müller war Referendar bei der württembergischen Finanz- und Zollverwaltung im Hauptzollamt in Friedrichshafen. Von dort wechselte er zum Landesfinanzamt in Stuttgart. Im Jahr 1895 trat er als kommissarischer Hilfsarbeiter in das Reichsamt des Innern ein. Dort durchlief Müller die Rangstufen Regierungsrat (1899), Geheimer Regierungsrat (1900) und Geheimer Oberregierungsrat (1905). Die Position als Direktor der Handels- und Wirtschaftsabteilung im Reichsamt des Innern hatte er ab 1913 inne. Im November 1919 wechselte Müller nunmehr als Unterstaatssekretär in das neu geschaffene Reichsministerium für Wiederaufbau. Im Zuge der Reform der Rangstufen wurde er dort 1920 Staatssekretär. Zwischen 1920 und 1924 amtierte Gustav Müller immer wieder als Reichsminister für Wiederaufbau, weil die politischen Parteien keinen Reichsminister für diese Position finden konnten. Im Verlauf der Verkleinerung des öffentlichen Dienstes und der Auflösung des Reichsministeriums für Wiederaufbau trat Müller 1924 in den Ruhestand. Als Direktor der Hamburger Seeberufsgenossenschaft war er von 1924 bis zu seinem Tode tätig. Gustav Müller war verheiratet.
In den Jahren 1913 bis 1918 fungierte Müller als stellvertretender Bevollmächtigter zum Bundesrat.
Die Technische Hochschule Stuttgart verlieh Gustav Müller 1921 die Ehrendoktorwürde.